# Fernão Álvares do Oriente
Fernão Álvares, genannt do Oriente, (* 1530 oder 1540 in Goa; † 1595 oder zwischen 1600 und 1607 in Lissabon) war ein portugiesischer Soldat und Schriftsteller, dessen einziges Werk zum Beginn einer nationalen Literatur beitrug.

## Leben
Er wurde in Goa, damals portugiesische Kolonie, geboren und entstammte dem niederen Adel. Den Großteil seines Lebens verbrachte er als einfacher Soldat im Mittleren und Fernen Osten Asiens.

## Werk
Mit seinem Werk „Lusitania Transformada“ (Verwandeltes Lusitanien) schuf er den ersten Schäferroman in portugiesischer Sprache und gleichzeitig ein Werk, das Quellencharakter bekam, vor allem wegen seiner lebhaften Schilderung der Kulturen Chinas und Indiens. Sein Werk erschien erst posthum 1607. Es enthält auch zahlreiche Gedichte.
Diese Novelle – eines der wenigen Zeugnisse der portugiesischen Literatur aus der Feder eines Nicht-Gelehrten – schildert erstmals vom Leben der asiatischen Kulturen aus der Sicht eines einfachen Europäers.